# Жив-був шахрай (фільм, 1960)
«Жив-був шахрай» (англ. There Was a Crooked Man) — британський фільм 1960 року режисера Стюарта Берґа з Норманом Віздомом у головній ролі. Він заснований на п’єсі Джеймса Брайді «Дивна легенда про Шульца». Назва фільму взята з вірша «Жив-був шахрай», що був опублікований у 1842.
| Жив-був шахрай, і він пройшов шахрайську милю. Там він знайшов шість пенсів на перелазі шахраїв. За них купив шахрайського кота, який впіймав шахрайськську мишку, І жили всі вони разом у невеличкому шахрайському будинку.[1] |

## Короткий зміст
Банда злочинців обдурює законослухняного спеціаліста з вибухових речовин і він працює на це злочинне угруповання. За допомогу злочинцям його спіймали і помістили у в'язницю. Коли ж його звільнили з ув’язнення, він помічає, що провідний громадянин у місті обманює своїх сусідів …

## Ролі виконують
- Норман Віздом — Деві Купер
- Альфред Маркс — Адольф Картер
- Ендрю Крукшенк — Маккілап
- Реджинальд Беквіт — станційний майстер
- Сюзанна Йорк — Еллен
- Розалінд Найт — медсестра